# Winfried Scharlau (Mathematiker)

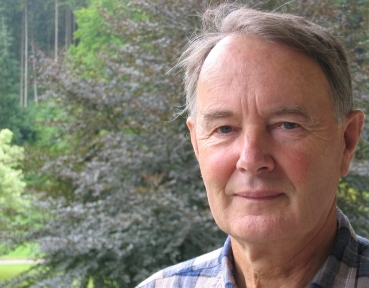
Winfried Scharlau im Jahr 2006

Winfried Scharlau (* 12. August 1940 in Berlin; † 26. November 2020 in Berlin) war ein deutscher Mathematiker.

## Leben
Scharlau wurde 1967 bei Friedrich Hirzebruch an der Universität Bonn promoviert („Quadratische Formen und Galois-Cohomologie“). 1969/70 war er am Institute for Advanced Study. Ab 1970 war er Professor an der Westfälischen Wilhelms-Universität in Münster (zuletzt Direktor), wo er 2005 emeritierte.
Scharlau befasste sich mit Zahlentheorie und insbesondere der Theorie quadratischer Formen, über die er eine Monographie in Springers Grundlehren-Reihe verfasste.
Scharlau war daneben Hobby-Ornithologe und Autor zweier Romane, I megali istoria – die große Geschichte (2. Auflage 2001), der auf Naxos spielt, und Scharife (2001). Er befasste sich auch mit Mathematikgeschichte, schrieb mit Hans Opolka eine historisch orientierte Einführung in die Zahlentheorie (die u. a. die analytische Klassenzahlformel von Dirichlet und die Geometrie der Zahlen im 19. Jahrhundert behandelt) und verfasste eine mehrteilige Biografie von Alexander Grothendieck (Band 2 noch nicht erschienen). Zu Grothendieck hielt er zahlreiche Vorträge.
Er war seit 1997 korrespondierendes Mitglied der Akademie der Wissenschaften zu Göttingen. 1991 bis 1992 war er Präsident der Deutschen Mathematiker-Vereinigung. 2018 wurde er zu deren Ehrenmitglied ernannt. 1974 war er Invited Speaker auf dem Internationalen Mathematikerkongress in Vancouver (On subspaces of inner product spaces).
Scharlau war Vater der Kognitionspsychologin Ingrid Scharlau. Sein Bruder ist der Mathematiker Rudolf Scharlau.

## Schriften
- mit Friedrich Hirzebruch: Einführung in die Funktionalanalysis, BI, Mannheim 1971, ISBN 978-3-411-00296-2, Hirzebruch Collection (PDF; 8,9 MB)
- mit Hans Opolka: Von Fermat bis Minkowski. Eine Vorlesung über die Zahlentheorie und ihre Entwicklung. Springer, Berlin 1980
- Richard Dedekind 1831/1981. Vieweg, Braunschweig [u. a.]1981
- Quadratic and Hermitean Forms. Grundlehren der Mathematischen Wissenschaften. Springer, Berlin [u. a.] 1985
- Mathematische Institute in Deutschland 1800–1945. Dokumente zur Geschichte der Mathematik. Vieweg, Braunschweig [u. a.] 1990
- Schulwissen Mathematik. Ein Überblick. Vieweg, Braunschweig [u. a.] 1994
- Beiträge zur Vogelwelt der südlichen Ägäis. Verlag C. Lienau, 1999
- Mathematik für Naturwissenschaftler. LIT Verlag, Münster 2005
- Wer ist Alexander Grothendieck? Anarchie, Mathematik, Spiritualität, Einsamkeit. 3. Auflage. Teil 1. Anarchie. Books on Demand, Norderstedt 2011, ISBN 978-3-8423-7147-7.
- Wer ist Alexander Grothendieck? Anarchie, Mathematik, Spiritualität, Einsamkeit. Teil 3. Spiritualität. Books on Demand, Norderstedt 2010, ISBN 978-3-8391-4939-3.
- Das Glück, Mathematiker zu sein. Friedrich Hirzebruch und seine Zeit. Springer Spektrum, Wiesbaden 2016, ISBN 978-3-658-14756-3.